# F–106 Delta Dart
A F–106 Delta Dart deltaszárnyú, egy hajtóműves, szuperszonikus elfogóvadász-repülőgép, melyet az Egyesült Államokban fejlesztettek ki az 1960-as években, az F–102 Delta Dagger továbbfejlesztésével, elsősorban a szovjet bombázó repülőgépek elfogására. Csak a gyártó országban, az 1980-as évekig állt hadrendben (külföldre is csak ritkán települt), szolgálatból kivont példányait QF–106 néven, pilóta nélküli célrepülőgépekké alakítva éleslövészetek célpontjaiként használták fel az 1980-as és 1990-es években.

## Kapcsolódó szócikk
- Kukoricamezei bombázó